# HD36960
HD36960 — хімічно пекулярна зоря спектрального класу B0, що має видиму зоряну величину в смузі V приблизно  4,8.
Вона  розташована на відстані близько 1863,8 світлових років від Сонця.

## Пекулярний хімічний вміст
Зоряна атмосфера HD36960 має підвищений вміст 
Si
.